# Jürgen Lederer
Jürgen Lederer (* 12. Oktober 1943 in Hamburg) ist ein deutscher Schauspieler und Regisseur. Er war langjährig engagiert bei den Karl-May-Spielen in Bad Segeberg und am Ohnsorg-Theater in Hamburg. Er ist Gründer und Leiter der Freien Schauspielschule Hamburg.

## Leben und Wirken

### Künstlerische Laufbahn
Lederer studierte bei Eduard Marks an der Staatlichen Hochschule für Musik in Hamburg. Danach war er über 40 Jahre im festen Engagement an verschiedenen Staatstheatern und Städtischen Bühnen als Schauspieler, Intendant und Regisseur tätig. 
In der Zeit von 1963 bis 1968 folgten Engagements an der Landesbühne Schleswig-Holstein in Rendsburg (in Kabale und Liebe, Regie: Hans-Walther Deppisch) am Nordmark-Landestheater in Schleswig (Intendant: Heinz Rippert), bei den Schlossfestspielen Schleswig (Regie: Heinz Rippert), bei den Ruhrfestspielen Recklinghausen (in Troilus und Cressida, Regie: Heinrich Koch und in Die Chinesische Mauer, Regie: Dietrich Haugk). In dieser Zeit arbeitete er mit Schauspielern zusammen wie Joachim Teege, Arno Assmann, Kurt Heintel und Hubert Suschka. 
Von 1968 bis 1972 wirkte er am Stadttheater Luzern unter der Intendanz von Kraft-Alexander Prinz zu Hohenlohe. Dort erfolgte eine Zusammenarbeit mit Regisseuren wie zum Beispiel Heinz Dietrich Kenter sowie die Fernsehproduktion Sacco e Vanzetti von Mino Roli und Luciano Vincenzoni unter der Regie von Ettore Cella. Persönlich begegnete er hier zahlreichen ihre Stücke begleitenden Autoren, darunter Friedrich Dürrenmatt in Play Strindberg, George Tabori in Die Kannibalen oder Julius Hay in der Uraufführung von Mohásc (1970). 
Nach einem Engagement am Staatstheater Braunschweig von 1972 bis 1978 wirkte er von 1978 bis 1985 an den Städtischen Bühnen Dortmund unter Regisseuren wie Wolfram Mehring und Dietrich Hilsdorf und begegnete Erich Fried, der die Proben des nicht zur Aufführung gelangten Stückes Piratinnen unter der Regie von Roland Gall begleitete.
Am Hamburger Ohnesorg-Theater war Lederer von 1985 bis 2003 engagiert und absolvierte mit diesem Ensemble 35 Fernsehaufzeichnungen in Niederdeutscher Sprache unter der Regie von Ilo von Jankó, Hans Timmermann und Folker Bohnet.
Parallel dazu trat er in der Zeit von 1975 bis 1986 regelmäßig bei den Karl-May-Spiele Bad Segeberg auf in der Rolle des Old Shatterhand an der Seite der als Winnetou-Darsteller Klaus-Hagen Latwesen, Pierre Brice und Gojko Mitić. Von 1992 bis 1994 war Lederer Intendant der Karl-May-Spiele. Im Jahr 1998 führte er ebenda auch Regie.
Des Weiteren übernahm er 1994 die Regie für das Musical Große Freiheit Nr. 7 mit Freddy Quinn, das über 7 Jahre in ganz Deutschland, der Schweiz und Österreich lief. 

### Lehrtätigkeit
Als Dozent wirkte Lederer neben seiner Bühnenlaufbahn von 1998 bis 2000 Hamburgischen „Schauspielstudio Freese“ und von 2001 bis 2003 am Bühnenstudio der darstellenden Künste. 2003 gründete er gemeinsam mit seiner Frau Sabine Ledererr die „Freie Schauspielschule Hamburg“. Mit seiner Frau leitet er die inzwischen staatlich anerkannte Schauspielschule.

### Engagement in Bad Segeberg

#### Als Schauspieler
Nach Bad Segeberg wirkte Lederer erstmals 1976 in dem Zweiteiler Winnetou als Bösewichte Rattler und Monk. 1977 war er Majestät im Zweiteiler Der Schwarze Mustang. 1980 holte ihn Intendant Harry Walther zurück, diesmal für die Heldenrolle Old Shatterhand in Im Tal des Todes. Diesen spielte er weiterhin in Unter Geiern – Die Felsengeier (1984), Der Ölprinz (1985) und Halbblut (1986) an der Seite von Walthers Nachfolger Klaus-Hagen Latwesen und gehört damit zu den längsten Darstellern der Rolle in Bad Segeberg.
1987 stand er wegen einer Tournee des Ohnsorg-Theaters nicht zur Verfügung. Latwesen suchte zu Winnetou I passend einen jungen Old Shatterhand und Lederer empfahl erfolgreich Joshy Peters. 1988 bekam Lederer als Old Firehand eine kleine Rolle in Pierre Brice’ Winnetou, der Apache.

#### Als Intendant
Von 1992 bis 1994 wurde Lederer Intendant der Karl-May-Spiele. Als Krankheitsvertretung ersetzte er während der Proben von Old Surehand 1992 den verunglückten „Old Shatterhand“ Christopher Barker und später in einer Vorstellung „Pitt Holbers“ Hanno Thurau.

#### Als Regisseur
Für das Stück Unter Geiern – Der Geist des Llano estacado wurde Lederer 1998 als Regisseur engagiert. Der Karl May & Co.-Ausgabe Nr. 140 zufolge hatte zuvor Ex-Regisseur Serge Nicolaescu der Kalkberg GmbH angeboten, zusammen mit Lederer sowohl ein Wild West- als auch ein Balkanstück auf die Bühne zu bringen.

## Caritatives Engagement
Zusammen mit seiner Frau Sabine schenkte Lederer im Jahr 2020 ein 1,5 Hektar großes Grundstück, das die Eheleute über 40 Jahre gehegt und gepflegt hatten, der Loki Schmidt Stiftung unter Beibehaltung des Nießbrauchs: Kerbtal und Apfelwiese Gleschendorf.

## Filmografie
- 1968: Cliff Dexter (Folge: Katze und Maus)
- 1968: Landarzt Dr. Brock (Folge: Das Karussell)
- 1968: Zirkus meines Lebens (Folge: Die sechs Morenos)
- 1969: Troilus und Cressida (Fernsehfilm)
- 1975: Aktenzeichen XY … ungelöst (Sendung: Münsterland – Mordserie/Kunstraub mit Schalterbaum/BAB Parkplatzmord Rohrbach)
- 1976: Winnetou I (Fernsehfilm)
- 1976: Winnetou II (Fernsehfilm)
- 1977: Der schwarze Mustang (Fernsehfilm)
- 1980: Im Tal des Todes (als Old Shatterhand) (Fernsehfilm)
- 1986: Tante Tilly (Fernsehserie)
- 1992: Der demokratische Terrorist
- 1994: Oglinda
- 1998: Alphateam – Die Lebensretter im OP (Folge: Die Katastrophe)

### Aufzeichnungen aus dem Ohnsorg-Theater
- 1989: Ein Mann ist kein Mann
- 1989: Alles oder nichts
- 1990: Die spanische Fliege
- 1991: Labskaus und Schampanjer
- 1992: Der rote Unterrock
- 1993: Dynamit und Pusteblumen
- 1993: Manda Voss wird 106
- 1995: Der Bürgermeisterstuhl
- 1995: Herzklabastern
- 1995: Der Oleanderpapagei
- 1996: Wunschträume
- 1996: Strandräuber
- 1997: In Luv und Lee die Liebe
- 1997: Frau Sperlings Raritätenladen
- 1998: Die graue Maus
- 2000: Blütenzauber
- 2000: Hamburger Bier
- 2001: Reif für Rimini
- 2002: Zum Teufel mit Hamlet
- 2002: Jennys Rezept
- 2003: Der wahre Jakob
- 2004: Willi das Prachtstück
- 2004: Thea Witt macht nicht mit

## Hörspiele
- 1982: Harald Mueller: Theater in Nordrhein-Westfalen: Der tolle Bomberg. Eine nostalgische Komödie. Aufzeichnung einer Inszenierung der Städtischen Bühnen Dortmund (Philipp Hessels) – Regie: Kurt Reginbogin
- 1983: Peter Greiner: Blaumann und Blaumeise (Ole) – Regie: Werner Klein
- 1987: Wolfgang Sieg: Dr. Landauer (2. Wartender) – Regie: Rolf Nagel
- 1990: Wolfgang Pauls: Die Schipper-Kids (1. Folge: Die Schipper-Kids und das schwarze Faß) (Hafenarbeiter) – Regie: Hans Helge Ott
- 1996: Hermann Otto: Teda ehr Halleluja. Hörspiel in niederdeutscher Mundart (Passagier) – Regie: Michael Leinert
- 2001: Hans Helge Ott, Katrin Krämer: Stopp!! (5. Teil: Mallorca in der Klemme) (Kapitän) – Regie: Hans Helge Ott
- 2001: Anke Veil, Claudia Heydolph: Liebeslänglich Amrum (1. Folge). Eine Radio-Soap in 20 Folgen (Stewart) – Regie: Frank Grupe